# Romy Kasper

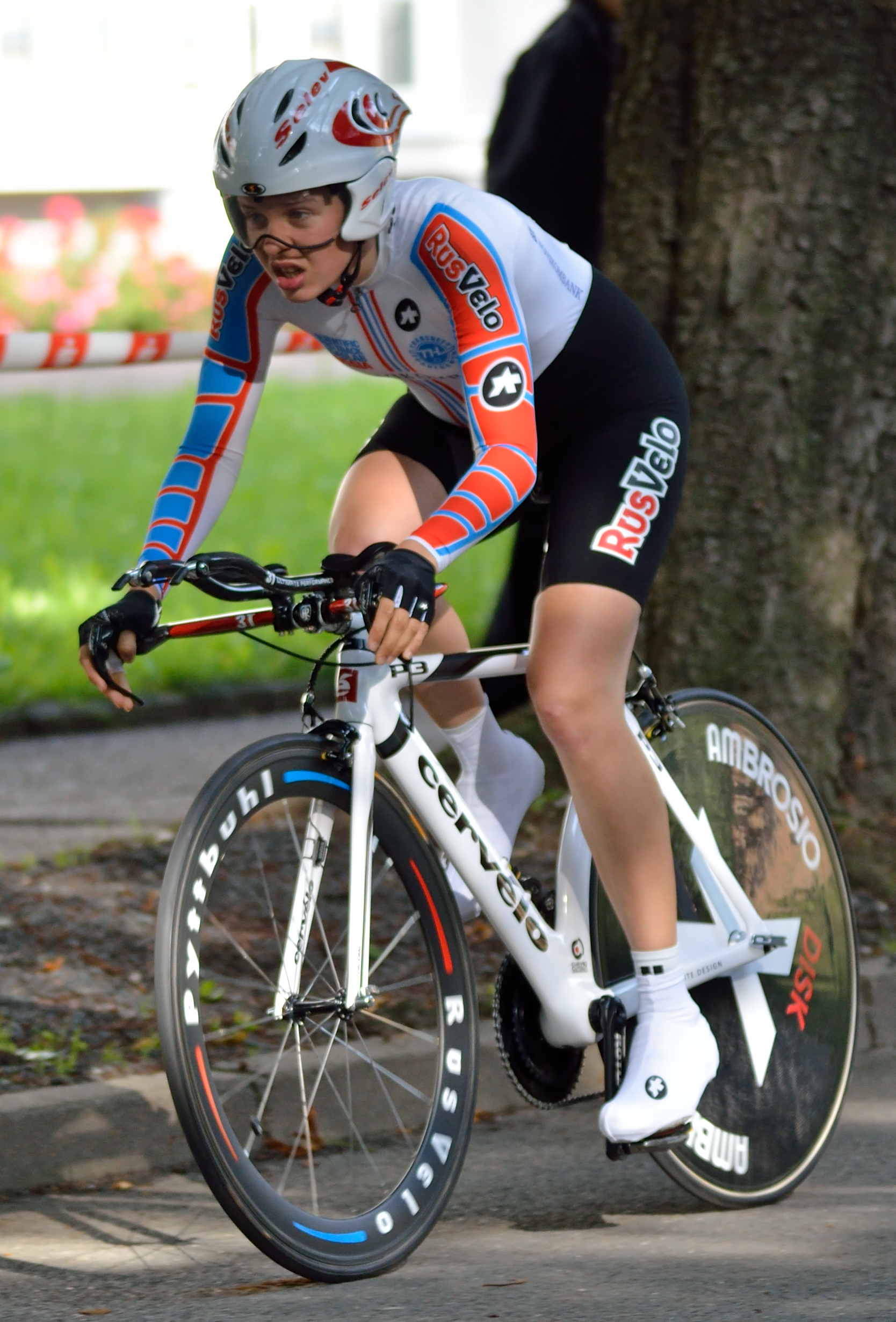
Romy Kasper bei der Internationalen Thüringen-Rundfahrt der Frauen 2012

Romy Kasper (* 5. Mai 1988 in Forst (Lausitz)) ist eine deutsche Radrennfahrerin.

## Sportliche Laufbahn
Romy Kasper ist seit 2008 als Profi-Radrennfahrerin aktiv. 2010 wurde sie Vierte der Europameisterschaft (Nachwuchs) im Straßenrennen. 2011 belegte sie Rang acht in der Gesamtwertung der Tour of Chongming Island; im September desselben Jahres wurde sie vom Bund Deutscher Radfahrer für die UCI-Straßen-Weltmeisterschaften 2011 nominiert.
2011 und 2012 belegte Kasper Platz neun in der Gesamtwertung der Tour of Chongming Island, 2012 wurde sie ebenfalls Neunte der Energiewacht Tour und belegte Rang drei beim Giro della Toscana Femminile. 2013 wurde sie Dritte im Straßenrennen bei den deutschen Straßenmeisterschaften. 2014 entschied sie eine Etappe der Thüringen-Rundfahrt für sich. Zwei Jahre später gehörte sie zum Team Boels Dolmans, das das Mannschaftszeitfahren der Healthy Ageing Tour gewann. Sie selbst belegte Rang zwei in der Gesamtwertung der Katar-Rundfahrt.
2017 startete Romy Kasper bei den Bahneuropameisterschaften in Berlin. Im Scratchrennen stürzte sie und erlitt Rippenbrüche sowie eine Lungenquetschung. Im Januar 2018 stürzte sie beim Berliner Sechstagerennen erneut, als sie beim Zweier-Mannschaftsfahren mit Lisa Küllmer schuldlos zu Fall kam. Dabei brach sie sich zwei Rippen. Im Juni stürzte sie bei der Women’s Tour erneut und erlitt eine schwere Gehirnerschütterung; insgesamt stürzte sie und verletzte sie sich seit Oktober 2017 sechs Mal. Auch erschüttert durch den schweren Unfall der Bahnradsportlerin Kristina Vogel beschloss sie, eine längere Rennpause einzulegen.
Erst ab Januar 2019 ging Romy Kasper wieder bei Rennen an den Start. Bei der niederländischen Healthy Ageing Tour wurde sie Zweite der zweiten Etappe. Bei der erstmals 2019 auch für Frauen ausgetragenen Derny-Europameisterschaft errang sie hinter Schrittmacher Peter Bäuerlein die Bronzemedaille. In den folgenden Jahren fuhr Kasper für verschiedene Teams, wo sie mit ihrer Erfahrung häufig als road captain fungierte und eigene Siegambitionen zurückstellte.

## Sonstiges
Im Oktober 2022 absolvierte Kasper erfolgreich ihre Ausbildung zum DOSB-Trainer A Leistungssport.

## Erfolge
2011
- eine Etappe Tour de Feminin – O cenu Českého Švýcarska

2014
- eine Etappe Thüringen-Rundfahrt

2016
- Mannschaftszeitfahren Healthy Ageing Tour

2019
- Europameisterschaft – Derny (hinter Peter Bäuerlein)